# Epiphragma (Epiphragma) sultanum
Epiphragma (Epiphragma) sultanum is een tweevleugelige uit de familie steltmuggen (Limoniidae). De soort komt voor in het Palearctisch gebied.